# Szlobodszkoj
Szlobodszkoj (oroszul: Слободской) város Oroszország Kirovi területén, a Szlobodszkoji járás székhelye.
Lakossága: 33 981 fő (a 2010. évi népszámláláskor).

## Fekvése
A Kirovi terület központi részén, Kirov területi székhelytől 35 km-re északkeletre, a Vjatka jobb partján, a Szpirovka folyó torkolatánál fekszik. A Kirovot körülvevő elővárosok egyike, az agglomeráció része. Vasútállomása a Kotlasz–Kirov vasútvonal Girszovo állomásától (Kirovtól északkeletre) kiinduló szárnyvonal végpontja. A városon át vezet a Kirov–Belaja Holunyica közötti P-166 (R-166) jelű közút. 

## Története
Első írásos említése 1505-ből származik A 16. században négy toronnyal megerősített palánkfal vette körül. 1780-ban a Felső-Vjatka medencéjében kialakított ujezd székhelye lett. Abban az időben öt épület kivételével kizárólag faházakból állt. A 18. század végétől a Szibériából Arhangelszkbe vezető kereskedelmi útvonal fontos városa, a bőr- és szőrme kézművesség központja volt. Az iparág alapanyagát korlátlan mennyiségben biztosították a környező hatalmas erdőségek. 1897-ben a városban többek között gyufagyár, négy bőrgyár és kilenc báránybundakészítő üzem működött, termékeik egy részét exportálták. Híresek voltak szamovárkészítő mesterei is. 1929-ben lett a járás székhelye.

## Gazdasága
A szovjet korszakban megmaradt a báránybunda és a szőrmeipara központja. Nevezetes gyárában (Belka) tömegével készültek bundák, prémgallérok, prémsapkák. Később kialakult a műszörme ruházati termékek gyártása is. Az ipar további fontos ágazata volt a lenfeldolgozó- és az építőanyagipar. A város Vjatkán átívelő vasbetonhídja 1966-ban készült el.

## A mai város
A főút az egykori szibériai útvonal mentén alakult ki, alacsony lakóépületeit néhol klasszicista homlokzat vagy oszlopos kapu díszíti. A régi városrész többségében 19–20. századi faházakból áll. Főterén fennmaradtak a kereskedői sorok és néhány régi kereskedői ház. Az egyházi építészet legrégibb épségben megmaradt alkotása a Blagovescsenszkij-templom (1784), valamivel későbbi a 66 m magas harangtorony (1823). A város nyugati szélén barokk temetői kapuzat látható (1770-es évek). A 16. század végén alapított Verhnye-Csepeckij-kolostor (Felső-csepcai-kolostor) épületegyüttesének csak néhány maradványa őrződött meg. Az ipari negyed lakótömbjeit általában négyemeletes panelházak alkotják.